# Saigo no Kajitsu / Mitsubachi to Kagakusha
Singles de Māya Sakamoto
Kazemachi Jet / Spica
(2006) Triangler
(2008)
Saigo no Kajitsu / Mitsubachi to Kagakusha est le 15e single de Māya Sakamoto sorti sous le label Victor Entertainment le 21 novembre 2007 au Japon. Il arrive 19e à l'Oricon. Il se vend à 8 468 exemplaires la première semaine et reste classé sept semaines pour un total de 14 152 exemplaires vendus durant cette période.
Saigo no Kajitsu a été utilisé comme thème de fermeture de l'OAV Tsubasa Tokyo Révélations. Saigo no Kajitsu se trouve sur l'album Kazeyomi.

## Liste des titres
Toutes les paroles sont écrites par Māya Sakamoto.
| 1. | Saigo no Kajitsu (さいごの果実)                        | Shoko Suzuki |  |
| 2. | Mitsubachi to Kagakusha (ミツバチと科学者)             | Solaya       |  |
| 3. | Saigo no Kajitsu (w/o maaya) (さいごの果実)            | Shoko Suzuki |  |
| 4. | Mitsubachi to Kagakusha (w/o maaya) (ミツバチと科学者) | h-wonder     |  |
| 5. | Saigo no Kajitsu (short size) (さいごの果実)           | Shoko Suzuki |  |